# Michael Olaitan
Michael Olaitan Oyeneye (Jos, 1 januari 1993) is een Nigeriaans voetballer die als aanvaller speelt.

## Loopbaan
Olaitan speelde in de jeugd van Mighty Jets in zijn geboorteplaats Jos. In februari 2011 vertrok hij naar het Griekse PAE Veria, op dat moment actief in de Beta Ethniki, de op een na hoogste divisie in Griekenland. In 2012 promoveerde Olaitan met de club naar de Super League. In zijn eerste seizoen op het hoogste niveau scoorde Olaitan zeven doelpunten in 29 wedstrijden. Op 27 december 2012 werd hij genomineerd voor de prijs van het talent van het jaar in de Griekse voetbalcompetitie.
Olaitan tekende op 2 mei 2013 een vierjarig contract bij Olympiakos Piraeus, dat hem transfervrij van PAE Veria overnam. Met Olympiakos Piraeus kwam Olaitan uit in de UEFA Champions League 2013/14. In de met 2-0 gewonnen thuiswedstrijd tegen Manchester United FC op 25 februari 2014 in de achtste finales stond hij in de basisopstelling. Een week later raakte hij in de Griekse topper tegen Panathinaikos FC door een virale myocarditis onwel en werd hij bewusteloos van het veld gedragen. Hij onderging een hartoperatie en kwam in 2014 niet meer in actie voor Olympiakos Piraeus.
Na zijn rentree voor Olympiakos Piraeus in een bekerwedstrijd in januari 2015 werd Olaitan voor een half jaar verhuurd aan Ergotelis FC. Voor deze club kwam hij twaalf keer uit en scoorde hij één keer. Ergotelis degradeerde aan het einde van het seizoen 2014/15 uit de Griekse Super League. Olaitan keerde terug naar Olympiakos Piraeus en werd vervolgens voor seizoen 2015/16 verhuurd aan het Nederlandse FC Twente, dat tevens een optie tot koop bedwong. Op 14 januari 2016 werd de huurovereenkomst vroegtijdig beëindigd. Op 17 januari werd bekend dat Olaitan het seizoen op huurbasis afmaakt in België bij KV Kortrijk. Hierma maakte hij de overstap naar Panionios. Begin 2017 werd zijn contract ontbonden.
Olaitan maakte deel uit van de Nigeriaanse selectie op het Wereldkampioenschap voetbal onder 20 - 2013.

## Statistieken
| Seizoen         | Club               | Competitie         | Competitie | Competitie | Beker | Beker | Internationaal | Internationaal | Totaal | Totaal |
| Seizoen         | Club               | Competitie         | Duels      | Goals      | Duels | Goals | Duels          | Goals          | Duels  | Goals  |
| --------------- | ------------------ | ------------------ | ---------- | ---------- | ----- | ----- | -------------- | -------------- | ------ | ------ |
| 2011/12         | PAE Veria          | Beta Ethniki       | 31         | 8          | 1     | 0     | 0              | 0              | 32     | 8      |
| 2012/13         | PAE Veria          | Super League       | 29         | 7          | 5     | 2     | 0              | 0              | 34     | 9      |
| 2013/14         | Olympiakos Piraeus | Super League       | 16         | 8          | 5     | 3     | 3              | 0              | 24     | 11     |
| 2014/15         | Olympiakos Piraeus | Super League       | 0          | 0          | 1     | 0     | 0              | 0              | 1      | 0      |
| 2014/15         | → Ergotelis FC     | Super League       | 12         | 1          | 0     | 0     | 0              | 0              | 12     | 1      |
| 2015/16         | → FC Twente        | Eredivisie         | 15         | 0          | 1     | 0     | 0              | 0              | 16     | 0      |
| 2015/16         | → KV Kortrijk      | Jupiler Pro League | 7          | 0          | 0     | 0     | 0              | 0              | 7      | 0      |
| 2016/17         | Panionios          | Super League       | 6          | 0          | 2     | 0     | 0              | 0              | 8      | 0      |
| 2016/17         | FC Samtredia       | Oemaghlesi Liga    | 11         | 5          | 0     | 0     | 0              | 0              | 11     | 5      |
| 2017/18         | FC Samtredia       | Oemaghlesi Liga    | 2          | 1          | 0     | 0     | 0              | 0              | 2      | 1      |
| 2018/19         | FC Samtredia       | Oemaghlesi Liga    | 0          | 0          | 0     | 0     | 1              | 0              | 1      | 0      |
| 2018/19         | Apollon Pontou     | Football League    | 17         | 3          | 0     | 0     | 0              | 0              | 17     | 3      |
| 2019/20         | Apollon Pontou     | Super League       | 10         | 1          | 1     | 0     | 0              | 0              | 11     | 1      |
| 2020/21         | Panserraikos       | Football League    | 10         | 2          | 0     | 0     | 0              | 0              | 10     | 2      |
| Carrière totaal | Carrière totaal    | Carrière totaal    | 166        | 36         | 16    | 5     | 4              | 0              | 186    | 41     |

Bijgewerkt t/m 23 juli 2021.